# Margaritha Feuerstein
Margaritha Sara ‘Greet’ de Gruyter-Feuerstein (later Greet de Gruyter-Feuerstein) (Aardenburg, 29 april 1893 – Den Haag, 4 februari 1986) was een Nederlandse aquarellist, schilder, grafica, illustrator, pastellist, tekenaar, pentekenaar en textielkunstenaar.

## Levensloop
Feuerstein volgde in Den Haag, haar latere woonplaats, een opleiding aan de Koninklijke Academie van Beeldende Kunsten. Vervolgens ging ze in de leer bij de schilder Albert Roelofs, maar vond diens opleiding weinig geschikt, en liep weg. Ze ontmoette de schilder Jan Toorop, ging bij hem in de leer en leerde tevens zijn dochter, de latere kunstschilder Charley Toorop kennen. Door Toorops inspirerende leiding besloot ze tot een schildersloopbaan.
In 1926 trouwde ze met kunstcriticus en museumdirecteur Jos de Gruyter; met hem kreeg ze meerdere kinderen. Ze verhuisde van Soesterberg naar Den Haag. In 1948 scheidde ze van De Gruyter.
Na de Tweede Wereldoorlog zette ze haar carrière voort in Den Haag. Ze werd in 1945 lid van kunstenaarsvereniging Pulchri Studio en specialiseerde zich in stillevens en portretten. Haar werk werd onder andere tentoongesteld op de voor- en najaarstentoonstellingen van Pulchri Studio, maar later ook getoond in Het Kunstcentrum te Den Haag in de winter van 1962-1963. Deze tentoonstelling was ook de aanleiding voor het Gemeentemuseum Den Haag om al haar werken te inventariseren. Feuersteins oeuvre is echter klein gebleven, omdat ze veel werk heeft vernietigd, al dan niet uit ontevredenheid.

## Werk
In het oeuvre van Feuerstein is een scherp contrast te zien tussen de werken die voor en na de Tweede Wereldoorlog werden gemaakt.
Haar vooroorlogse portretten komen opmerkelijk veel overeen met die van Charley Toorop, met dezelfde ruwe penseelstreken in harde, strakke vormen en eenzelfde roodbruine huidkleur. Ze onderscheidde zich echter door fijne lijnen te schilderen. De vooroorlogse stillevens van Feuerstein zijn, zoals haar portretten, strak geschilderd en vereenvoudigd tot duidelijke vormen. De compositie van de stillevens was in een schijnbare harmonie met exotische kenmerken terugkeerden in haar naoorlogse stillevens.
De naoorlogse schilderstijl van Feuerstein was luchtiger en organischer. In plaats van doffe gebruikte ze nu fellere kleuren, die aansloten bij de exotische motieven. De portretten hebben echter nog steeds de psychologische impact van haar vooroorlogse portretten, vooral in de blikken. De felle kleuren staan in contrast met de gebruikelijke grijs- en bruintinten in Nederlandse portretten uit die tijd. 
Ook de naoorlogse stillevens van Feuerstein bevatten steeds fellere kleuren. In haar latere jaren blijven de stillevens zich steeds verder ontwikkelen, met zwarte contouren.
Naast het schilderen illustreerde Feuerstein ook een klein aantal boeken, merendeels kinderboeken met gedichten.

## Tentoonstellingen
Margaritha Feuerstein exposeerde tijdens haar leven onder meer in:
- Gerbrands, Utrecht, 1928;
- Stedelijk Museum Amsterdam, Amsterdam, 1929;
- Martinus Liernur, Den Haag, 1934;
- Het Kunstcentrum, Den Haag, 1962-1963.